# Metka Zupančič (literarna zgodovinarka)
Metka Zupančič , slovenska literarna zgodovinarka, prevajalka * 18. junij 1950, Celje, Federativna ljudska republika Jugoslavija

## Življenje in delo
Pri šestih letih se je z družino preselila v Koper, leta 1967 je pa v Ljubljano. 
Študirala na Filozofski fakulteti v Ljubljani. Diplomirala je leta 1974 iz francoskega jezika in primerjalne književnosti ter na Akademiji za glasbo leta 1975 iz flavte. Poleg flavte igra tudi klavir. Doktorat 3. cikla (Doctorat de 3e cycle) je dosegla 1977 na univerzi Université des Sciences Humaines v Strasbourgu. Doktorsko delo Orfizem in polifonija v delih Clauda Simona je zagovarjala leta 1988 na Univerzi v Zagrebu. Post-doktorske študije Habilitation à diriger les recherches je zaključila leta 2005 na univerzi v Poitiersu. 
Kot asistenka za francosko književnost se je leta 1979 zaposlila na Oddelku za romanske jezike in književnosti, kjer je vodila vaje vezane na francoski roman. Od leta deluje 1989 v Združenih državah Amerike in Kanadi. Poučevala je francoski jezik na Univerzi v Minnesoti (Minneapolis, MN, ZDA), na Bowdoin Collegeu (Brunswick, Maine, ZDA), na Univerzi v Guelphu (Guelph, Ontario, Kanada), na Univerzi v Ottawi (Ottawa, Ontario, Kanada), na Univerzi McGill (Montreal, Québec, Kanada), na Washington Collegeu (Chestertown, Maryland, ZDA) in na University of the South (Sewanee, Tennessee, ZDA). Od 2000 do upokojitve avgusta 2017 je poučevala na Univerzi Alabame (Tuscaloosa, Alabama, ZDA). Predavala je francoščino, francosko fonetiko, prevajanje, francosko kulturo ter frankofonsko literaturo na Oddelku za moderne in klasične jezike in dosegla naziv častna profesorica (Professor Emerita of French and Modern Languages).
Ukvarja se z mitologijo in mitokritiko v sodobni francoski in frankofonski književnosti (izhaja iz Gilberta Duranda), v kar vključuje frankofonsko feministično prozo, modernizem v francosko govoreči Kanadi in francoski novi roman (avtor Claude Simon). Preučuje predvsem ženske avtorice (Hélène Cixous, Julia Kristeva, Chantal Chawaf, Jeanne Hyvrard, Louise Dupré, Francine D'Amour, France Théoret, Marie-Sissi Labrèeche, Andrée Christensen, Maïssa Bey, Assia Djebar,  Ananda Devi) ter avtorice indijske diaspore (Chitra Banerjee Divakaruni). 
Objavlja v francoskem, angleškem in slovenskem jeziku. Izdala je tri monografije v francoščini.
Hkrati se ukvarja tudi z jogo po metodi B.K.S. Iyengarja. Jogo je vključila tudi v študijski program (seminar "Yoga:East and West").
Iz francoščine v slovenščino je v drugi polovici 70ih in 80ih prevedela devet romanov. 
Je prejemnica francoskega priznanja "Chevalier dans les Palmes Académiques" (2008).